# 恩派爾 (內華達州)
恩派爾（英語：Empire）是位於美國內華達州瓦肖縣的普查規定居民點。

## 歷史
恩派爾的郵局自1951年營運至今。

## 人口
根據2020年美國人口普查的數據，恩派爾的面積為13.30平方千米，皆為陸地。當地共有人口47人，而人口密度為每平方千米3.53人。